# Завесциці
Завесциці (пол. Zawieścice) — село в Польщі, у гміні Ґура Ґуровського повіту Нижньосілезького воєводства.
Населення — 138 осіб (2011).
У 1975-1998 роках село належало до Лешненського воєводства.

## Демографія
Демографічна структура станом на 31 березня 2011 року:
|          | Загалом | Допрацездатний вік | Працездатний вік | Постпрацездатний вік |
| -------- | ------- | ------------------ | ---------------- | -------------------- |
| Чоловіки | 72      | 24                 | 44               | 4                    |
| Жінки    | 66      | 14                 | 44               | 8                    |
| Разом    | 138     | 38                 | 88               | 12                   |